# 交通事故総合分析センター
公益財団法人交通事故総合分析センター（こうつうじこそうごうぶんせきセンター、英: Institute for Traffic Accident Research and Data Analysis）は、交通事故の調査研究、分析を行う日本の研究機関である。略称はITARDA（イタルダ）。

## 概説
昭和30年代の第一次交通戦争以降、交通事故死傷者数は8,000人程度にまで減少したが、1988年（昭和63年）に交通事故死傷者数が再び一万人を超えたことで第二次交通戦争と称される状態となるが、交通事故の減少となる決め手が無く、それまで行われていた各機関や団体での対策では限界だとして、国会で討議された結果、1992年（平成4年）3月5日、警察庁、運輸省、建設省の認可により設立され、2012年（平成24年）4月に公益財団法人となった。
国家公安委員会から道路交通法第6章の3に基づく「交通事故調査分析センター」の指定を受けている全国唯一の法人である。
道路交通法に基づき、警察庁及び都道府県警察から必要な情報又は資料の提供を受け、交通事故一般に関する情報又は資料を収集し、及び分析し、その他交通事故に関する科学的な調査研究を行うほか、交通事故の原因等に関する科学的な研究、交通事故統計の提供、調査研究結果の広報、諸外国の調査研究機関との間の情報交換等を行っている。

## 事業
- 交通事故統計資料の提供
- 交通事故の詳細な調査分析結果をデータベース化
- 交通事故例の調査
- 調査分析研究成果の提供（関係行政機関に対する提言等を含む）及び交通安全思想の普及

## 沿革
- 1992年（平成4年）3月 - 設立
- 1992年（平成4年）6月 - 道路交通法第108条の13第1項の交通事故調査分析センターとしての指定
- 1992年（平成4年）6月 - 「特定公益増進法人等」の証明
- 1993年（平成5年）4月 - つくば交通事故調査事務所の設置
- 2012年（平成24年）4月 - 公益財団法人へ移行
- 2014年（平成26年）6月 - 事業用自動車事故調査委員会の事務局設置

## その他
道路交通法施行令第十三条第一項により、交通事故調査分析センターにおいて使用する自動車のうち、事故例調査のための出動に使用する自動車は、交通事故があった場合に直ちに現場において行う必要のあるものに限り、緊急自動車として認められている。